# سكوت إنجلش
سكوت إنجلش (20 أكتوبر 1950 في الولايات المتحدة - ) (بالإنجليزية: Scott English)‏ هو لاعب كرة سلة أمريكي في مركز هجوم صغير الجسم. لعب مع فينيكس صنز.

## وصلات خارجية
- سكوت إنجلش على موقع إن بي أي (الإنجليزية)
- سكوت إنجلش على موقع سبورتس رفرنس (الإنجليزية)
- سكوت إنجلش على موقع كلية كرة السلة في سبورتس رفرنس.كوم (الإنجليزية)
- سكوت إنجلش على موقع ريلجم (الإنجليزية)
- سكوت إنجلش على موقع بروبوليرز (الإنجليزية)